# Tratado de Perpiñán
El Tratado de Perpiñán fue un acuerdo entre los reyes Jaime II de Mallorca y su hermano mayor Pedro III de Aragón al que se llegó el 20 de enero de 1279 y por el que el primero de ellos se comprometió a rendir homenaje al segundo.
Jaime II asumió las obligaciones de presentarse cada año en las cortes catalanas, de que en los territorios del Rosellón y la Cerdaña tuvieran vigencia los usos, costumbres y constituciones de Barcelona, y de que solo fuera admitida moneda de dicha ciudad en sus dominios. Además, una vez lograda la paz entre los dos hermanos se firmó un pacto de defensa mutua.
Pedro III quería hacer cumplir la recomendación de su padre Jaime I de Aragón de que su hermano le obedeciese por ser el primogénito. También quería mantener unidas las tierras de su padre y garantizar la lealtad de su hermano frente al rey de Francia.
Jaime II redactó un codicilo secreto denunciando la imposición del tratado y, por tanto, su nulidad, por ser contrario al testamento de Jaime I.